# NRL 2004
Die NRL 2004 war die siebte Saison der National Rugby League, der australisch-neuseeländischen Rugby-League-Meisterschaft. Den ersten Tabellenplatz nach Ende der regulären Saison belegten die Sydney Roosters, die im Finale 13:16 gegen die Canterbury-Bankstown Bulldogs verloren. Diese gewannen damit zum ersten Mal die NRL.

## Tabelle
|      | Team                          | Spiele | Siege | Unent. | Ndlg. | Spiel- punkte | Diff. | Tabellen- punkte |
| ---- | ----------------------------- | ------ | ----- | ------ | ----- | ------------- | ----- | ---------------- |
| 01.  | Sydney Roosters               | 24     | 19    | 0      | 5     | 710:368       | + 342 | 42               |
| 02.  | Canterbury-Bankstown Bulldogs | 24     | 19    | 0      | 5     | 760:491       | + 269 | 42               |
| 03.  | Brisbane Broncos              | 24     | 16    | 1      | 7     | 602:533       | + 69  | 37               |
| 04.  | Penrith Panthers              | 24     | 15    | 0      | 9     | 672:567       | + 105 | 34               |
| 05.  | St. George Illawarra Dragons  | 24     | 14    | 0      | 10    | 624:415       | + 209 | 32               |
| 06.  | Melbourne Storm               | 24     | 13    | 0      | 11    | 684:517       | + 167 | 30               |
| 07.  | North Queensland Cowboys      | 24     | 12    | 1      | 11    | 526:514       | + 12  | 29               |
| 08.  | Canberra Raiders              | 24     | 11    | 0      | 13    | 554:613       | - 59  | 26               |
| 09.  | Wests Tigers                  | 24     | 10    | 0      | 14    | 509:534       | - 25  | 24               |
| 010. | Newcastle Knights             | 24     | 10    | 0      | 14    | 516:617       | - 101 | 24               |
| 011. | Cronulla-Sutherland Sharks    | 24     | 10    | 0      | 14    | 528:645       | - 117 | 24               |
| 012. | Parramatta Eels               | 24     | 9     | 0      | 15    | 517:626       | - 109 | 22               |
| 013. | Manly-Warringah Sea Eagles    | 24     | 9     | 0      | 15    | 615:754       | - 139 | 22               |
| 014. | New Zealand Warriors          | 24     | 6     | 0      | 18    | 427:693       | - 266 | 16               |
| 015. | South Sydney Rabbitohs        | 24     | 5     | 2      | 17    | 455:812       | - 357 | 16               |

- Da in dieser Saison jedes Team zwei Freilose hatte, wurden nach der Saison zur normalen Punktezahl noch 4 Punkte dazugezählt.

## Playoffs

### Qualifikations/Ausscheidungsplayoffs
| 10. September 20:00 | Penrith Panthers | 31 : 30 | St. George Illawarra Dragons | Penrith Stadium, Sydney Zuschauer: 21.963 Schiedsrichter: Sean Hampstead |
| 10. September 20:00 | (24:12) Bericht  |         |                              | Penrith Stadium, Sydney Zuschauer: 21.963 Schiedsrichter: Sean Hampstead |

| 11. September 18:40 | Brisbane Broncos | 14 : 31 | New Zealand Warriors | Suncorp Stadium, Brisbane Zuschauer: 31.100 Schiedsrichter: Steve Clark |
| 11. September 18:40 | (8:0) Bericht    |         |                      | Suncorp Stadium, Brisbane Zuschauer: 31.100 Schiedsrichter: Steve Clark |

| 11. September 20:30 | Canterbury-Bankstown Bulldogs | 22 : 30 | North Queensland Cowboys | Telstra Stadium, Sydney Zuschauer: 18.371 Schiedsrichter: Tim Mander |
| 11. September 20:30 | (6:18) Bericht                |         |                          | Telstra Stadium, Sydney Zuschauer: 18.371 Schiedsrichter: Tim Mander |

| 12. September 15:45 | Sydney Roosters | 38 : 12 | Canberra Raiders | Sydney Football Stadium, Sydney Zuschauer: 18.375 Schiedsrichter: Paul Simpkins |
| 12. September 15:45 | (14:0) Bericht  |         |                  | Sydney Football Stadium, Sydney Zuschauer: 18.375 Schiedsrichter: Paul Simpkins |

### Viertelfinale
| 18. September 19:45 | North Queensland Cowboys | 10 : 0 | Brisbane Broncos | Dairy Farmers Stadium, Townsville Zuschauer: 24.989 Schiedsrichter: Tim Mander |
| 18. September 19:45 | (8:0) Bericht            |        |                  | Dairy Farmers Stadium, Townsville Zuschauer: 24.989 Schiedsrichter: Tim Mander |

| 19. September 15:45 | Canterbury-Bankstown Bulldogs | 43 : 18 | Melbourne Storm | Sydney Football Stadium, Sydney Zuschauer: 23.750 Schiedsrichter: Paul Simpkins |
| 19. September 15:45 | (22:6) Bericht                |         |                 | Sydney Football Stadium, Sydney Zuschauer: 23.750 Schiedsrichter: Paul Simpkins |

### Halbfinale
| 25. September 19:45 | Canterbury-Bankstown Bulldogs | 30 : 14 | Penrith Panthers | Sydney Football Stadium, Sydney Zuschauer: 37.868 Schiedsrichter: Tim Mander |
| 25. September 19:45 | (4:8) Bericht                 |         |                  | Sydney Football Stadium, Sydney Zuschauer: 37.868 Schiedsrichter: Tim Mander |

| 26. September 15:45 | Sydney Roosters | 19 : 16 | North Queensland Cowboys | Telstra Stadium, Sydney Zuschauer: 43.048 Schiedsrichter: Paul Simpkins |
| 26. September 15:45 | (10:6) Bericht  |         |                          | Telstra Stadium, Sydney Zuschauer: 43.048 Schiedsrichter: Paul Simpkins |

### Grand Final
| 4. Oktober 2004 19:00 | Canterbury-Bankstown Bulldogs                                                                                      | 16 : 13        | Sydney Roosters                                                                                        | Telstra Stadium, Sydney Zuschauer: 82.127 Schiedsrichter: Tim Mander |
| 4. Oktober 2004 19:00 | Versuche: Utai 23. n.erh., 42. erh. El Masri 56. n.erh. Erhöhungen: El Masri (1/3) Straftritte: El Masri (1/1) 27. | (6:13) Bericht | Versuche: Chris Walker 13. erh. Minichiello 33. erh. Erhöhungen: Fitzgibbon (2/2) Dropgoals: Finch 31. | Telstra Stadium, Sydney Zuschauer: 82.127 Schiedsrichter: Tim Mander |

| 1                  | Luke Patten         |
| 2                  | Hazem El Masri      |
| 3                  | Ben Harris          |
| 4                  | Willie Tonga        |
| 5                  | Matt Utai           |
| 6                  | Braith Anasta       |
| 7                  | Brent Sherwin       |
| 8                  | Mark O’Meley        |
| 9                  | Adam Perry          |
| 11                 | Willie Mason        |
| 14                 | Reni Maitua         |
| 12                 | Andrew Ryan         |
| 13                 | Tony Grimaldi       |
| Auswechselspieler: |                     |
| 15                 | Corey Hughes        |
| 16                 | Roy Asotasi         |
| 17                 | Sonny Bill Williams |
| 18                 | Johnathan Thurston  |

| 1                  | Anthony Minichiello |
| 2                  | Shannon Hegarty     |
| 3                  | Ryan Cross          |
| 4                  | Justin Hodges       |
| 5                  | Chris Walker        |
| 6                  | Brad Fittler        |
| 7                  | Brett Finch         |
| 8                  | Jason Cayless       |
| 9                  | Craig Wing          |
| 20                 | Peter Cusack        |
| 11                 | Michael Crocker     |
| 10                 | Adrian Morley       |
| 12                 | Craig Fitzgibbon    |
| Auswechselspieler: |                     |
| 14                 | Chad Robinson       |
| 15                 | Chris Flannery      |
| 16                 | Ned Catic           |
| 17                 | Anthony Tupou       |